# Seamen Milano 2014
Questa voce raccoglie le informazioni riguardanti i Seamen Milano nelle competizioni ufficiali della stagione 2014.

## Roster
| Roster dei Seamen Milano (2014) |
| --- |
| Quarterback - 2 Jonathan Dally - 7 Lorenzo Nardin Running Back - 1 Danilo Bonaparte - 14 Fabio Iannotta - 30 William Palini - 36 Flavio Piccinni - 40 Mattia Binda Wide Receiver - 3 Lorenzo Vezzoli - 8 Carlo Gozzani - 16 Riccardo De Micheli - 19 Gianluca Santagostino - 22 Ferruccio Martinelli - 80 Filippo Bonfante - 81 \ Ruben Fioriti - 82 Andrea Traverso - 84 Stefano Di Tunisi WR/K - 85 Federico Angiolini - 87 Filippo Fiammenghi - 88 Gianluca Sorteni Tight End - 83 Antonio Raffaele Offensive Linemen - 51 Andrea Scola - 54 Carlo Grassi - 59 Alberto Adducci - 61 Francesco Cigoli - 65 Mattia Vatieri - 68 Mauro Salvemini - 69 Wilson Ferretti - 72 Massimiliano Merighi - 73 Walter Petronaci - 79 Aldo Carulli Defensive Linemen - 17 Andrea Zini - 52 Marco Maroni - 66 Vincenzo Lopez - 70 Alessio Lana - 75 Luca Cova - 77 Massimiliano Cipolla - 90 Rinaldo Franchi - 91 Matteo Pegoraro - 99 Nikita Piazzi Linebacker - 10 Dario Visconti - 23 Carlo Piloni - 26 Marco Aletti - 44 Daniele Pezza - 47 Nicholas Giribaldi - 47 Riccardo Matani - 49 Niccolò Comoglio - 53 Francesco Ferrari - 55 Giacomo Silvestri - 56 Simone Colescia - 57 Riccardo Pisoni - 89 Denis Rossini Defensive Back - 4 Dalton Hilliard - 9 Emanuele Piloni - 12 Victor Marin - 15 Alessandro Zanini - 20 Stefano Lupia - 21 Filippo Turrin - 24 Francesco Magnani - 27 Antonio Delaria - 28 Giulio Meazza - 32 Mattia Ogadri - 46 Gianluca Nocera Special Team Coaching staff - Paolo Mutti |

## Campionato I Divisione 2014

### Stagione regolare
| Arbitro: | V. Liguori |

| |           | |
| Dally J. Q2 (TD) 14yd run Santagostino G. Q2 (tpc) rush Vezzoli L. Q3 (TD) 11yd pass da Dally J. Di Tunisi S. Q3 (pat) Santagostino G. Q3 (TD) 37yd pass da Dally J. Binda M. Q4 (TD) 2yd run | Marcatori | Finadri M. Q1 (TD) 84yd kickoff return Alinovi S. Q1 (pat) Bonanno G. Q1 (TD) 12yd pass da Monardi T. Alinovi S. Q1 (pat) Trenti M. Q2 (TD) 4yd pass da Monardi T. Alinovi S. Q2 (pat) Finadri M. Q2 (TD) 30yd pass da Monardi T. Paulsen J. Q3 (TD) 40yd fumble return Alinovi S. Q3 (pat) Malpeli Avalli A. Q4 (TD) 15yd run Alinovi S. Q4 (pat) Malpeli Avalli A. Q4 (TD) 1yd run Alinovi S. Q4 (pat) |

| Arbitro: | Galluppi |

| |           | |
| Dally J. Q1 (TD) 6yd run Di Tunisi S. Q1 (pat) Santagostino G. Q1 (TD) 6yd pass da Dally J. Di Tunisi S. Q1 (pat) Santagostino G. Q2 (TD) 5yd pass da Dally J. Di Tunisi S. Q2 (pat) Di Tunisi S. Q3 (TD) 6yd pass da Dally J. Di Tunisi S. Q3 (pat) Pegoraro M. Q4 (saf) | Marcatori | Marchini M. Q1 (TD) 25yd pass da Welch K. Soltana Me. Q1 (pat) Capodaglio F. Q1 (TD) 27yd pass da Welch K. Garbini E. Q4 (pat) |

| Arbitro: | Tansini |

| |           |  |
| Di Tunisi S. Q1 (TD) 24yd pass da Dally J. Di Tunisi S. Q1 (pat) Santagostino G. Q2 (TD) 13yd pass da Dally J. Di Tunisi S. Q2 (pat) Binda M. Q2 (TD) 44yd run Di Tunisi S. Q2 (pat) Dally J. Q2 (TD) 5yd run Di Tunisi S. Q2 (pat) Vezzoli L. Q2 (TD) 20yd pass da Dally J. Di Tunisi S. Q2 (pat) Hilliard D. Q3 (TD) 52yd punt return Gozzani C. Q3 (TD) 37yd pass da Nardin L. Martinelli F. Q3 (pat) | Marcatori |  |

| Arbitro: | M. Sala |

|                                                                  |           | |
| Germany A. Q2 (TD) 80yd interception return Jurissek R. Q2 (pat) | Marcatori | Di Tunisi S. Q2 (FG) 28yd field goal Fiammenghi F. Q4 (TD) 39yd pass da Dally J. Di Tunisi S. Q4 (pat) |

| Milano 5 aprile 2014, ore 19:30 CEST | Seamen Milano | 63 – 6 (21-0 28-6 7-0 7-0) | Warriors Bologna | Velodromo Maspes-Vigorelli, via Arona 19 (250 spett.) |
| \| \| \| \| \| Binda M. Q1 (TD) 1yd run Di Tunisi S. Q1 (pat) Di Tunisi S. Q1 (TD) 12yd pass da Dally J. Di Tunisi S. Q1 (pat) Raffaele A. Q1 (TD) 13yd pass da Dally J. Di Tunisi S. Q1 (pat) Binda M. Q2 (TD) 8yd run Di Tunisi S. Q2 (pat) Di Tunisi S. Q2 (TD) 9yd pass da Dally J. Di Tunisi S. Q2 (pat) Iannotta F. Q2 (TD) 20yd run Martinelli F. Q2 (pat) Dally J. Q2 (TD) 5yd run Martinelli F. Q2 (pat) Santagostino G. Q3 (TD) 20yd pass da Nardin L. Martinelli F. Q3 (pat) Bonaparte D. Q4 (TD) 4yd run Martinelli F. Q4 (pat) \| Marcatori \| Berezan M. Q2 (TD) 1yd run \| |               |                            |                  |                                                       |
| |               |                            |                  |                                                       |
| Binda M. Q1 (TD) 1yd run Di Tunisi S. Q1 (pat) Di Tunisi S. Q1 (TD) 12yd pass da Dally J. Di Tunisi S. Q1 (pat) Raffaele A. Q1 (TD) 13yd pass da Dally J. Di Tunisi S. Q1 (pat) Binda M. Q2 (TD) 8yd run Di Tunisi S. Q2 (pat) Di Tunisi S. Q2 (TD) 9yd pass da Dally J. Di Tunisi S. Q2 (pat) Iannotta F. Q2 (TD) 20yd run Martinelli F. Q2 (pat) Dally J. Q2 (TD) 5yd run Martinelli F. Q2 (pat) Santagostino G. Q3 (TD) 20yd pass da Nardin L. Martinelli F. Q3 (pat) Bonaparte D. Q4 (TD) 4yd run Martinelli F. Q4 (pat)                                                              | Marcatori     | Berezan M. Q2 (TD) 1yd run |                  |                                                       |

| Arbitro: | ? |

|                             |           | |
| Querzola G. Q1 (TD) 6yd run | Marcatori | Hilliard D. Q1 (TD) PAT return Binda M. Q1 (TD) 4yd run Di Tunisi S. Q1 (pat) Santagostino G. Q2 (TD) 15yd pass da Dally J. Di Tunisi S. Q2 (pat) Di Tunisi S. Q2 (TD) 12yd pass da Dally J. Di Tunisi S. Q2 (pat) Dally J. Q3 (TD) 4yd run Di Tunisi S. Q3 (pat) Vezzoli L. Q3 (TD) 10yd pass da Dally J. Di Tunisi S. Q3 (pat) Fioriti R. Q3 (TD) 3yd pass da Dally J. Di Tunisi S. Q3 (pat) Dally J. Q4 (TD) 24yd run Di Tunisi S. Q4 (pat) |

| Arbitro: | Muolo |

|  |           | |
|  | Marcatori | Di Tunisi S. Q1 (TD) 53yd pass da Dally J. Dally J. Q1 (TD) 19yd run Di Tunisi S. Q1 (pat) Angiolini F. Q2 (TD) 10yd pass da Dally J. Di Tunisi S. Q2 (pat) Binda M. Q2 (TD) 2yd run Di Tunisi S. Q2 (pat) Vezzoli L. Q2 (TD) 18yd pass da Dally J. Fiammenghi F. Q3 (TD) 18yd pass da Dally J. Martinelli F. Q3 (pat) Hilliard D. Q3 (TD) 32yd punt return Martinelli F. Q3 (pat) Nardin L. Q4 (TD) 14yd run |

| Arbitro: | Agostini |

|  |           | |
|  | Marcatori | Di Tunisi S. Q2 (TD) 36yd pass da Dally J. Di Tunisi S. Q2 (pat) Di Tunisi S. Q2 (FG) 31yd field goal Fiammenghi F. Q3 (TD) 14yd pass da Dally J. Di Tunisi S. Q3 (pat) Turrin F. Q3 (TD) 39yd fumble return Di Tunisi S. Q3 (pat) Di Tunisi S. Q4 (FG) 25yd field goal |

| Arbitro: | ? |

| |           | |
| Di Tunisi S. Q1 (TD) 24yd pass da Dally J. Di Tunisi S. Q1 (pat) Gozzani C. Q2 (TD) 10yd pass da Dally J. Di Tunisi S. Q2 (pat) Di Tunisi S. Q2 (TD) 12yd pass da Dally J. Binda M. Q3 (TD) 1yd run Di Tunisi S. Q3 (pat) Binda M. Q4 (TD) 7yd run Di Tunisi S. Q4 (pat) Sorteni G. Q4 (TD) 17yd pass da Dally J. Bonaparte D. Q4 (TD) 24yd run | Marcatori | Mittasch N. Q2 (TD) 16yd pass da Morelli A. Mittasch N. Q3 (TD) 4yd pass da Morelli A. Guidetti L. Q3 (pat) Mittasch N. Q4 (TD) 6yd run |

| Arbitro: | Toscano A. |

|                                                                                      |           | |
| Pavanello C. Q2 (TD) 4yd fumble return Mingozzi D. Q3 (TD) 78yd pass da Romagnoli A. | Marcatori | Di Tunisi S. Q1 (TD) 54yd pass da Dally J. Di Tunisi S. Q1 (pat) Sorteni G. Q1 (TD) 16yd pass da Dally J. Di Tunisi S. Q1 (pat) Santagostino G. Q1 (TD) 12yd pass da Dally J. Vezzoli L. Q2 (TD) 18yd pass da Dally J. Di Tunisi S. Q2 (pat) Di Tunisi S. Q3 (FG) 40yd field goal Cavallini A. Q3 (TD) 7yd run Di Tunisi S. Q3 (pat) Piccinni F. Q3 (TD) 34yd run Di Tunisi S. Q3 (pat) Bonaparte D. Q3 (TD) 55yd run Di Tunisi S. Q3 (pat) Lamanna I. Q4 (TD) 52yd pass da Cavallini A. Di Tunisi S. Q4 (pat) |

### Playoff
| Arbitro: | Sala M. |

| |           |                                                 |
| Binda M. Q1 (TD) 4yd run Di Tunisi S. Q1 (pat) Binda M. Q1 (TD) 10yd run Di Tunisi S. Q1 (pat) Santagostino G. Q2 (TD) 29yd pass da Dally J. Di Tunisi S. Q2 (pat) Di Tunisi S. Q3 (FG) 23yd field goal Binda M. Q4 (TD) 8yd run Di Tunisi S. Q4 (pat) | Marcatori | Petrone W. Q3 (TD) 3yd run Jurossek R. Q3 (pat) |

| Arbitro: | Tansini S. |

|                                     |           | |
| Diaferia F. Q2 (FG) 20yd field goal | Marcatori | Binda M. Q1 (TD) 13yd run Di Tunisi S. Q1 (pat) Binda M. Q1 (TD) 3yd run Di Tunisi S. Q1 (pat) Dally J. Q2 (TD) 5yd run Di Tunisi S. Q2 (pat) Binda M. Q3 (TD) 4yd run Raffaele A. Q4 (TD) 12yd pass da Dally J. |

## Statistiche di squadra
| Competizione | %Vittorie | In casa | In casa | In casa | In casa | In casa | In casa | In trasferta | In trasferta | In trasferta | In trasferta | In trasferta | In trasferta | Totale | Totale | Totale | Totale | Totale | Totale |
| Competizione | %Vittorie | G       | V       | N       | P       | Pf      | Ps      | G            | V            | N            | P            | Pf           | Ps           | G      | V      | N      | P      | Pf     | Ps     |
| ------------ | --------- | ------- | ------- | ------- | ------- | ------- | ------- | ------------ | ------------ | ------------ | ------------ | ------------ | ------------ | ------ | ------ | ------ | ------ | ------ | ------ |
| Campionato   | .900      | 5       | 4       | 0       | 1       | 214     | 87      | 5            | 5            | 0            | 0            | 199          | 25           | 10     | 9      | 0      | 1      | 413    | 112    |
| Playoff      | 1.000     | 1       | 1       | 0       | 0       | 31      | 7       | 1            | 1            | 0            | 0            | 33           | 3            | 2      | 2      | 0      | 0      | 64     | 10     |
| Totale       | .917      | 6       | 5       | 0       | 1       | 245     | 94      | 6            | 6            | 0            | 0            | 232          | 28           | 12     | 11     | 0      | 1      | 477    | 122    |